# 亨利 (南达科他州)
亨利（英語：Henry），是美国南达科他州下属的一座城市。根据2010年美国人口普查，该市有人口269人。论人口在本州排行第161。